# Contes brésiliens
Les contes du Brésil sont généralement issus des mélanges des populations, provenant majoritairement des populations d'origine africaine et indienne.
Transmis oralement, les contes mélangent des faits réels et des événements historiques à des légendes et des histoires fictives. Pour les historiens et les anthropologies, les légendes brésiliennes sont, comme ailleurs, le fruit de l'imagination populaire et fournissent des explications aux phénomènes mystérieux.
Les légendes brésiliennes sont d'une étonnante richesse. On en dénombre aux moins une centaine, chaque région possédant ses propres légendes. Celles-ci sont généralement développées autour de la nature. Cependant, en raison de leur transmission orale, les légendes ont parfois été altérées.
Les légendes les plus connues sont : 
- O Saci Perére
- A Vitớria ria
- O cobra grande
- A mao de cabelo
- O boto
- A mula sem cabelo
- Corpo-seco
- Iara
- Lobisomem
- Mula-sem-cabeça
- Negrinho do pastoreio
- Negro D'água
- Vitória Régia
- Cabeça de Cuia
- Comadre Fulozinha
- Curupira
- Caipora